# Spanngewicht

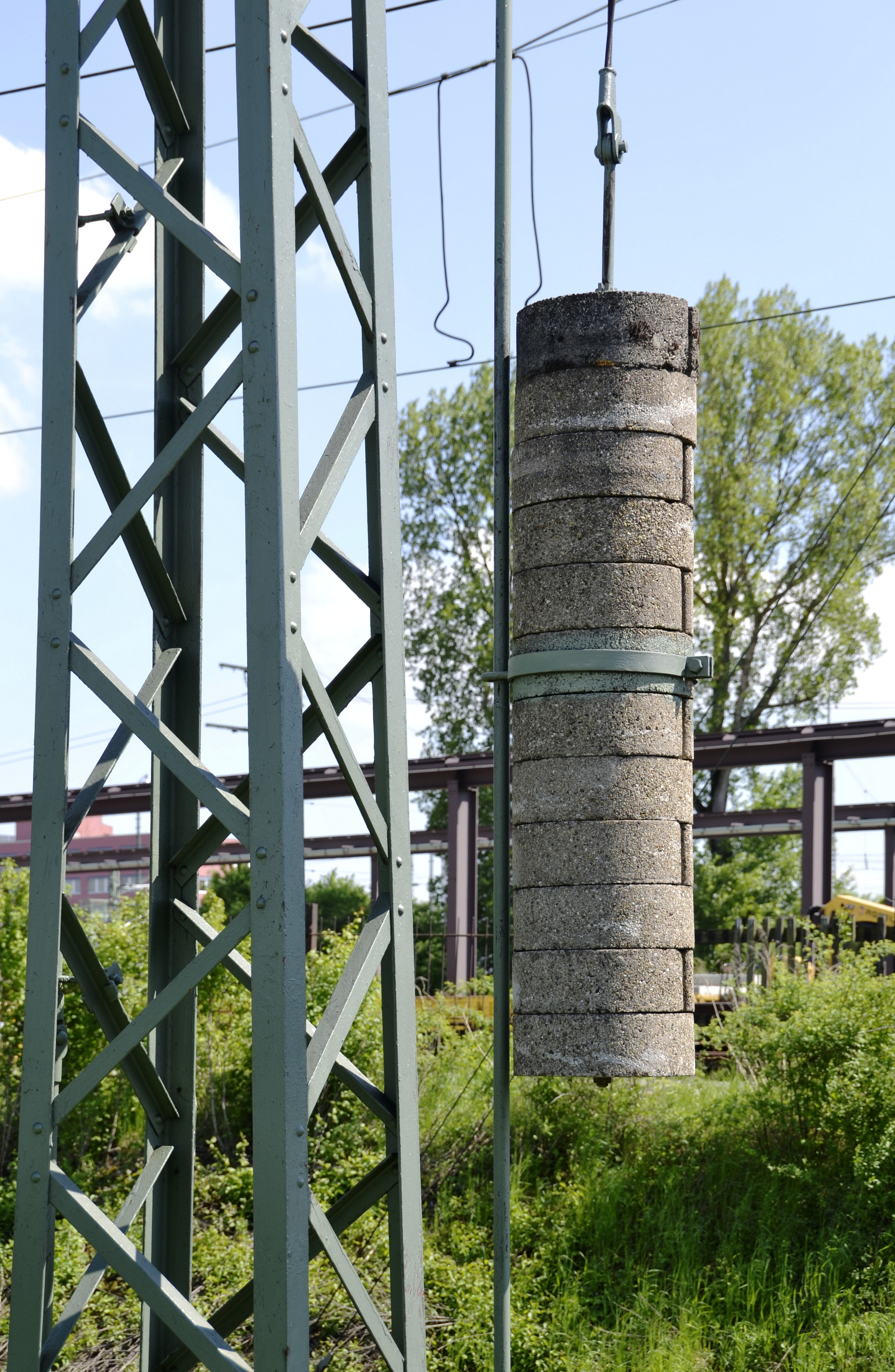
Spanngewicht an einem Oberleitungsmasten einer elektrifizierten Bahnstrecke

Ein Spanngewicht ist ein an einem Draht oder einem Kettenzug befestigtes (Gegen-)Gewicht, welches dazu dient, die Fahrleitung einer Oberleitung mit einer konstanten Kraft zu spannen, und gleichzeitig die temperaturabhängige Ausdehnung des Drahts ermöglicht. Es besteht aus Beton oder Gusseisen (in Sonderfällen auch aus Schwerspat).
Der Einsatz von Spanngewichten ist notwendig, wenn
- der Draht in einer bestimmten Höhe gespannt sein muss, wie bei Oberleitungen von elektrischen Bahnen oder Oberleitungsbussen, oder
- die mechanische Seilspannung unabhängig von äußeren Einflüssen gehalten werden muss, beispielsweise bei Luftseilbahnen.

Ähnliche Gewichte kommen auch bei den Spannwerken in den Doppeldrahtzugleitungen der Stellwerke zum Einsatz.
Auch T-Antennen werden häufig mit Spanngewichten abgespannt, damit ihre Kapazität gegen Erde konstant bleibt, um den Sender in Resonanz zu halten.
Eine besonders aufwändige Spanngewichtkonstruktion wurde bei der Freileitungskreuzung der Straße von Messina im Torri Morandi eingesetzt.